# Niède Guidon

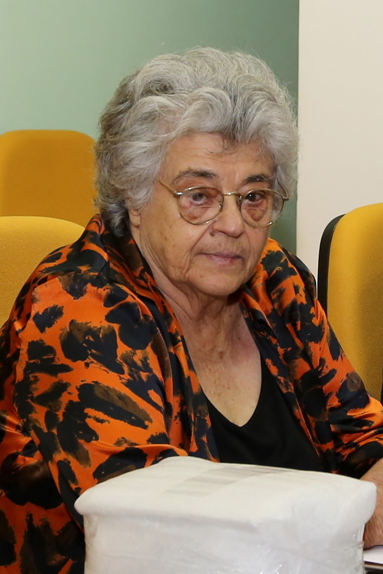
Niède Guidon (2013)

Niède Guidon (* 12. März 1933, in Jaú, São Paulo, Brasilien; † 4. Juni 2025 in São Raimundo Nonato, Piauí) war eine brasilianische Archäologin. Sie stand im Mittelpunkt einer wissenschaftlichen Kontroverse um den Zeitpunkt der Besiedlung Amerikas.

## Lebenslauf
Guidon begann ihre akademische Karriere mit dem Studium der Biologie und der Naturwissenschaften an der Universität von São Paulo. Später studierte sie in Frankreich Ur- und Frühgeschichte. Während sie 1963 in einem Museum in São Paulo arbeitete, wurden ihr Fotografien von Felsmalereien aus São Raimundo Nonato in der Provinz Piauí vorgelegt. Sie stellten Jagd-, Sex- und Gewaltszenen dar, der Stil der Malereien unterschied sich deutlich von anderen Guidon bekannten Felsmalereien. Nachdem sie sich während der Zeit der Militärdiktatur im französischen Exil aufgehalten hatte, kehrte sie nach Brasilien zurück. Sie besuchte in den 1970ern São Raimundo Nonato und begann dort die Felsmalereien im heutigen brasilianischen Nationalpark Serra da Capivara zu erforschen. Die Serra da Capivara gilt heute als die größte Fundstelle von prähistorischen Siedlungen und Felsmalereien in Südamerika. Guidon war dort die leitende Archäologin, kündigte aber 2018 mit 85 Jahren an, nach Frankreich umzuziehen. Bis heute wurden in der Serra mehr als 400 Siedlungsplätze und über 30.000 Felszeichnungen entdeckt.
Zur Datierung der Felsmalereien griff sie unter anderem auf die Altersbestimmung von nahegelegenen Feuerstellen und deren Holzkohleresten zurück.

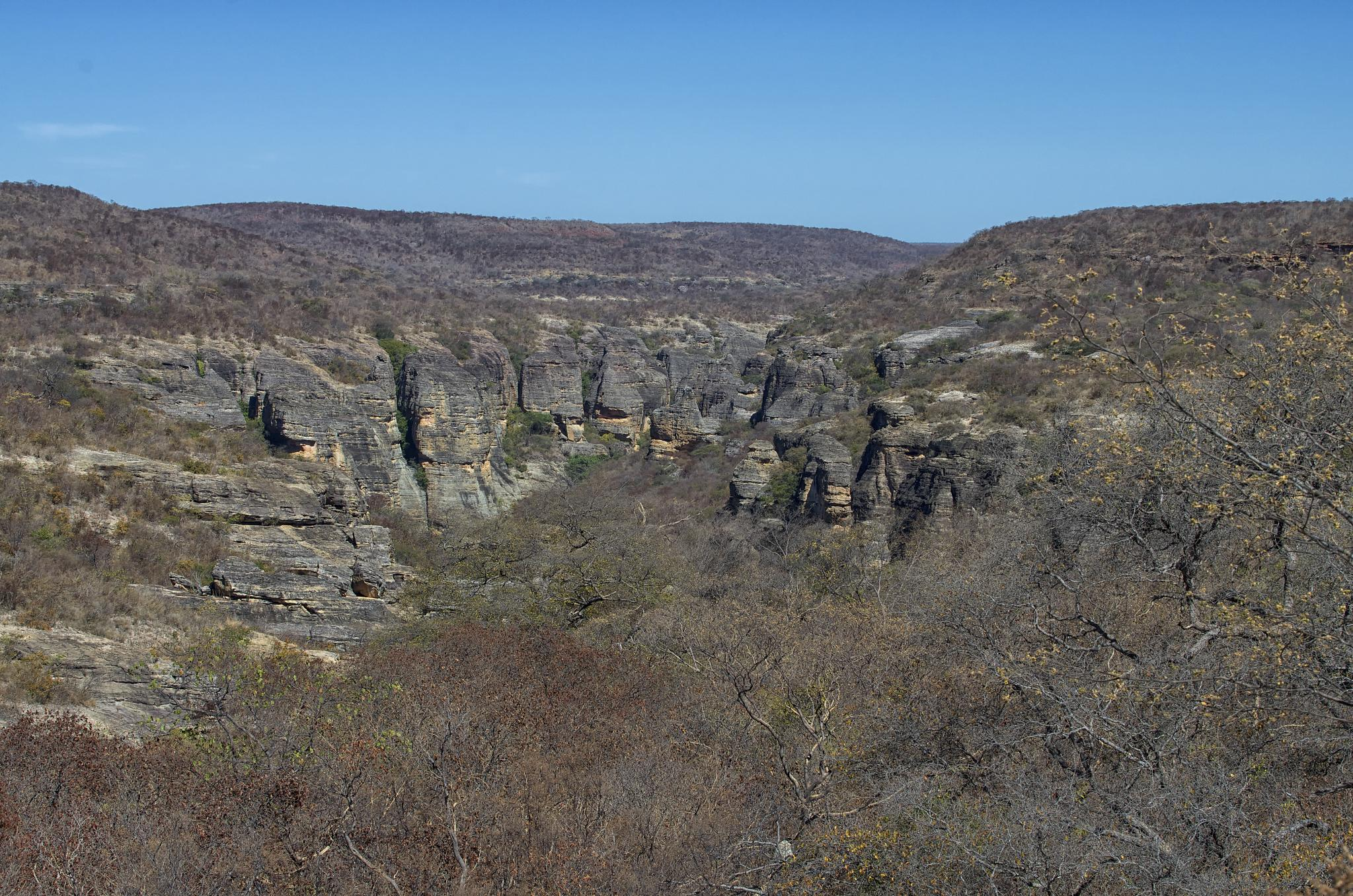
Nationalpark Serra da Capivara
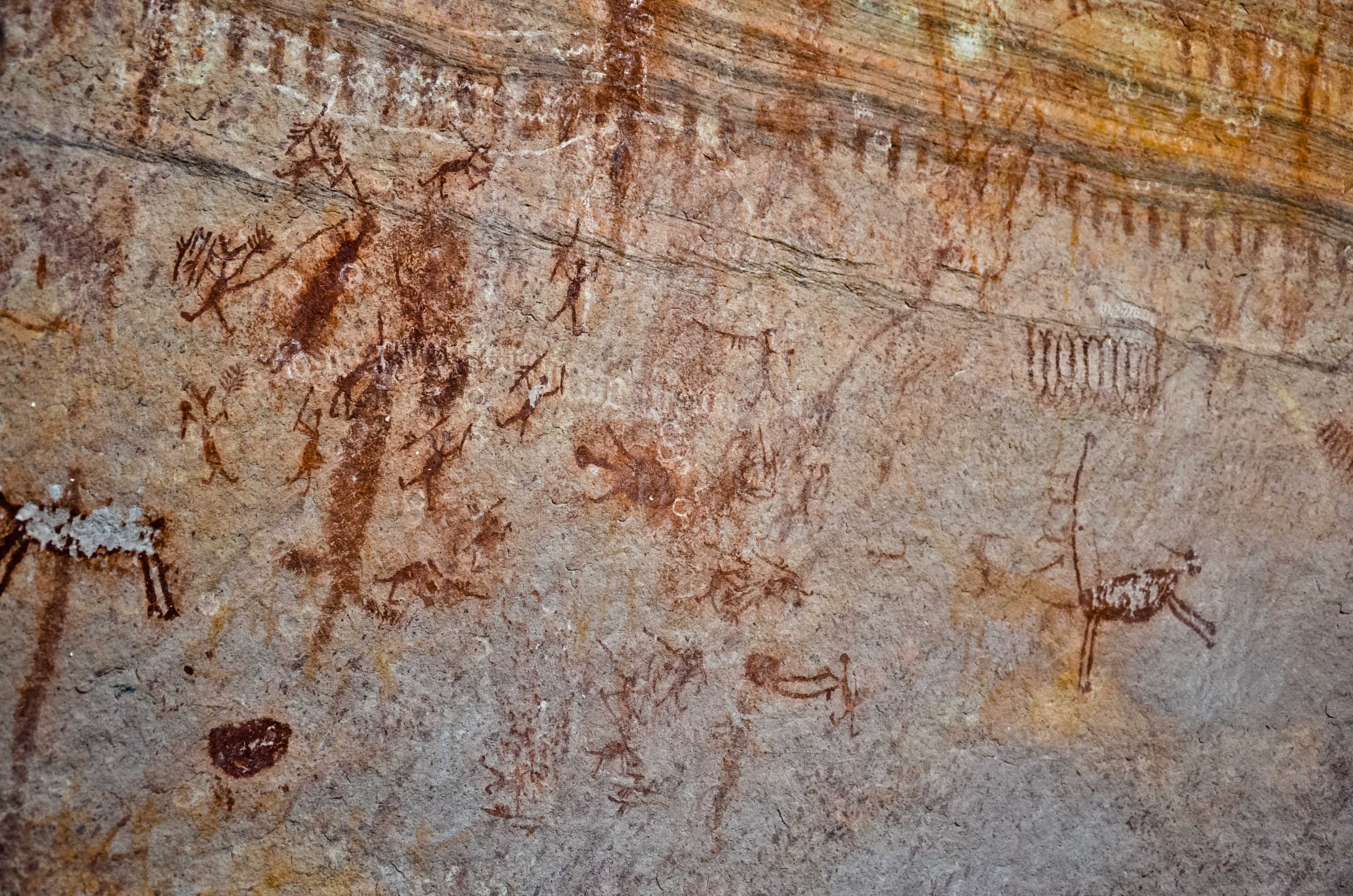
Felszeichnungen in der Serra da Capivara
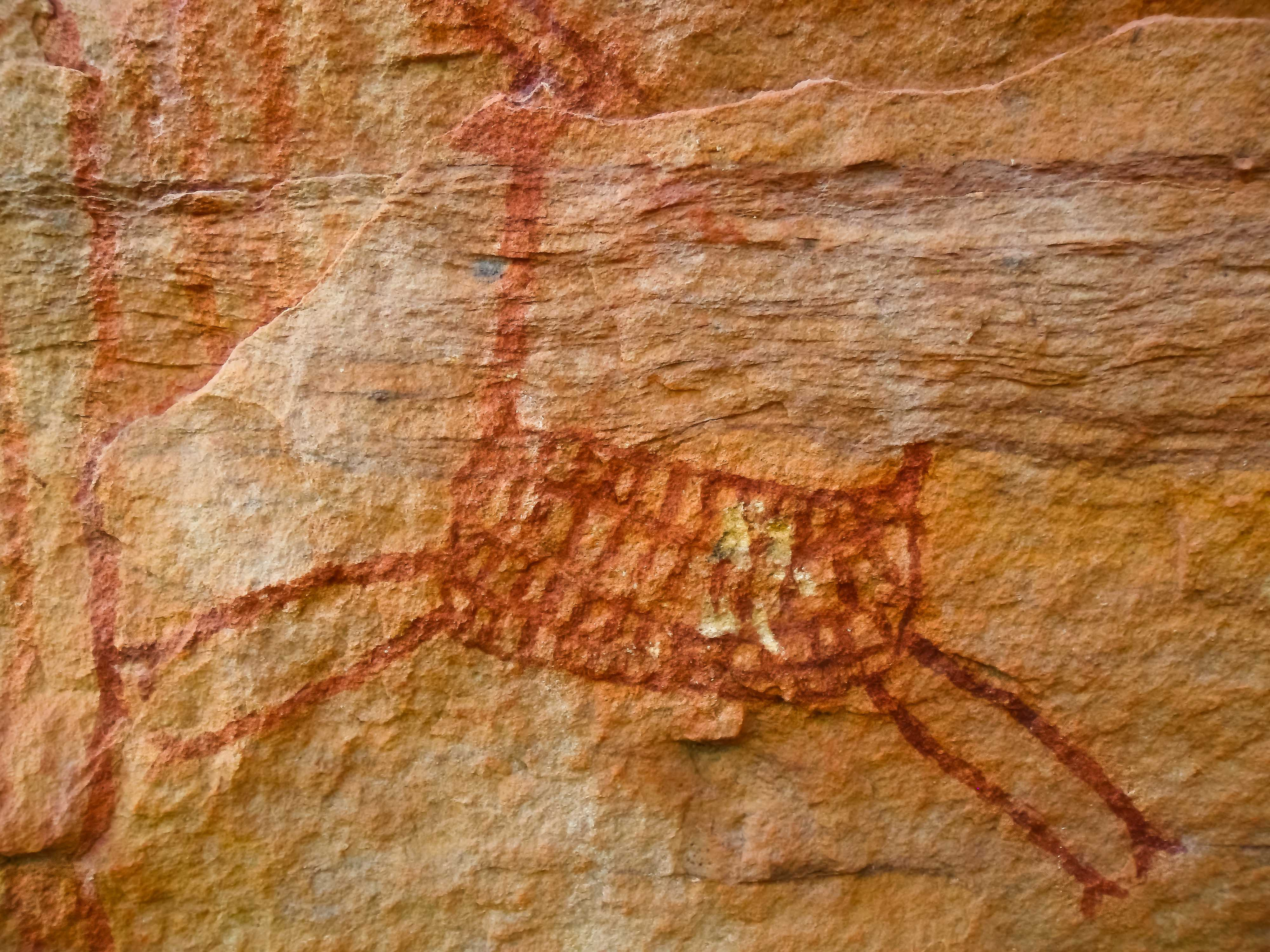
Felszeichnung in der Serra da Capivara
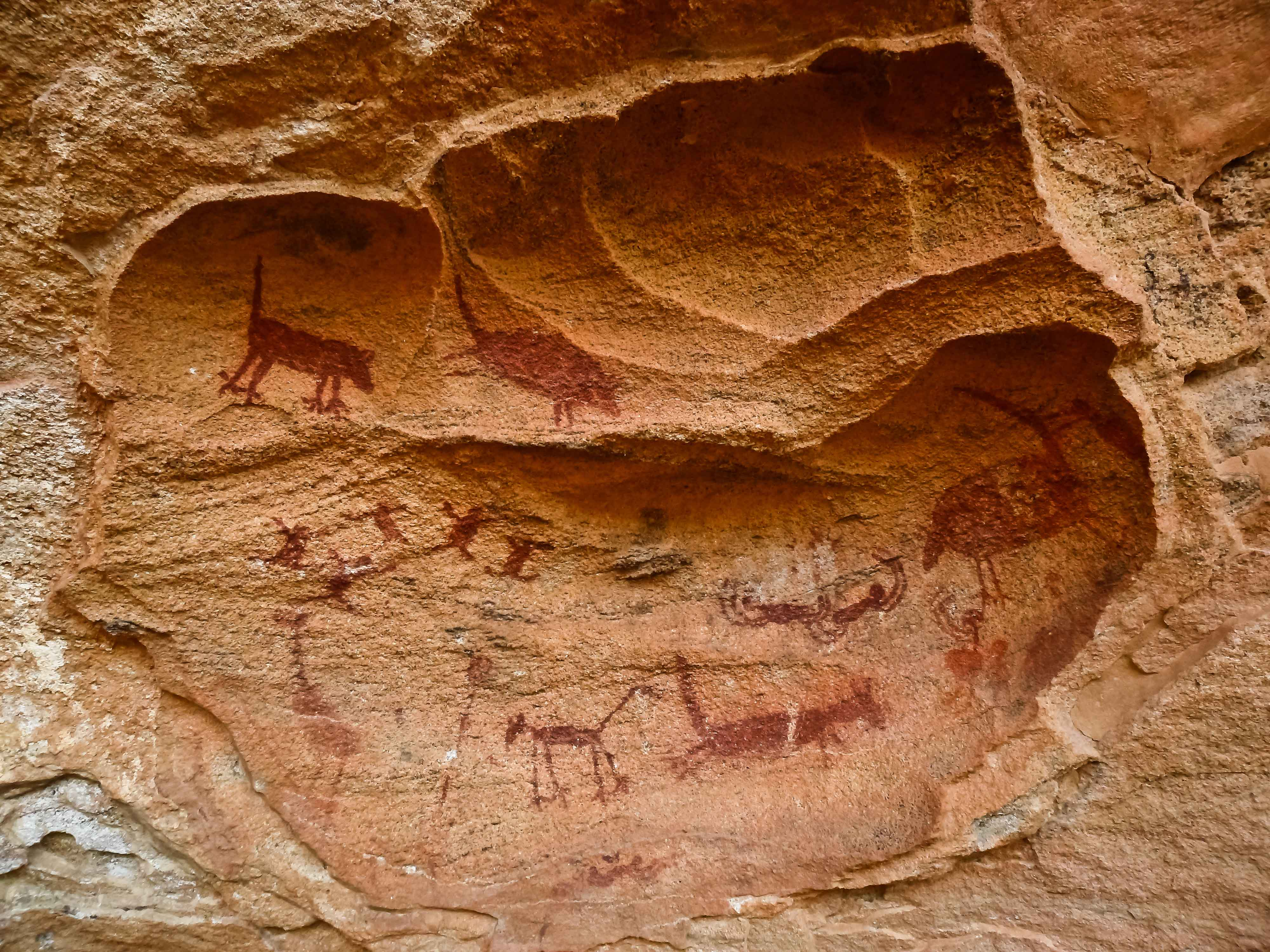
Felszeichnungen in der Serra da Capivara
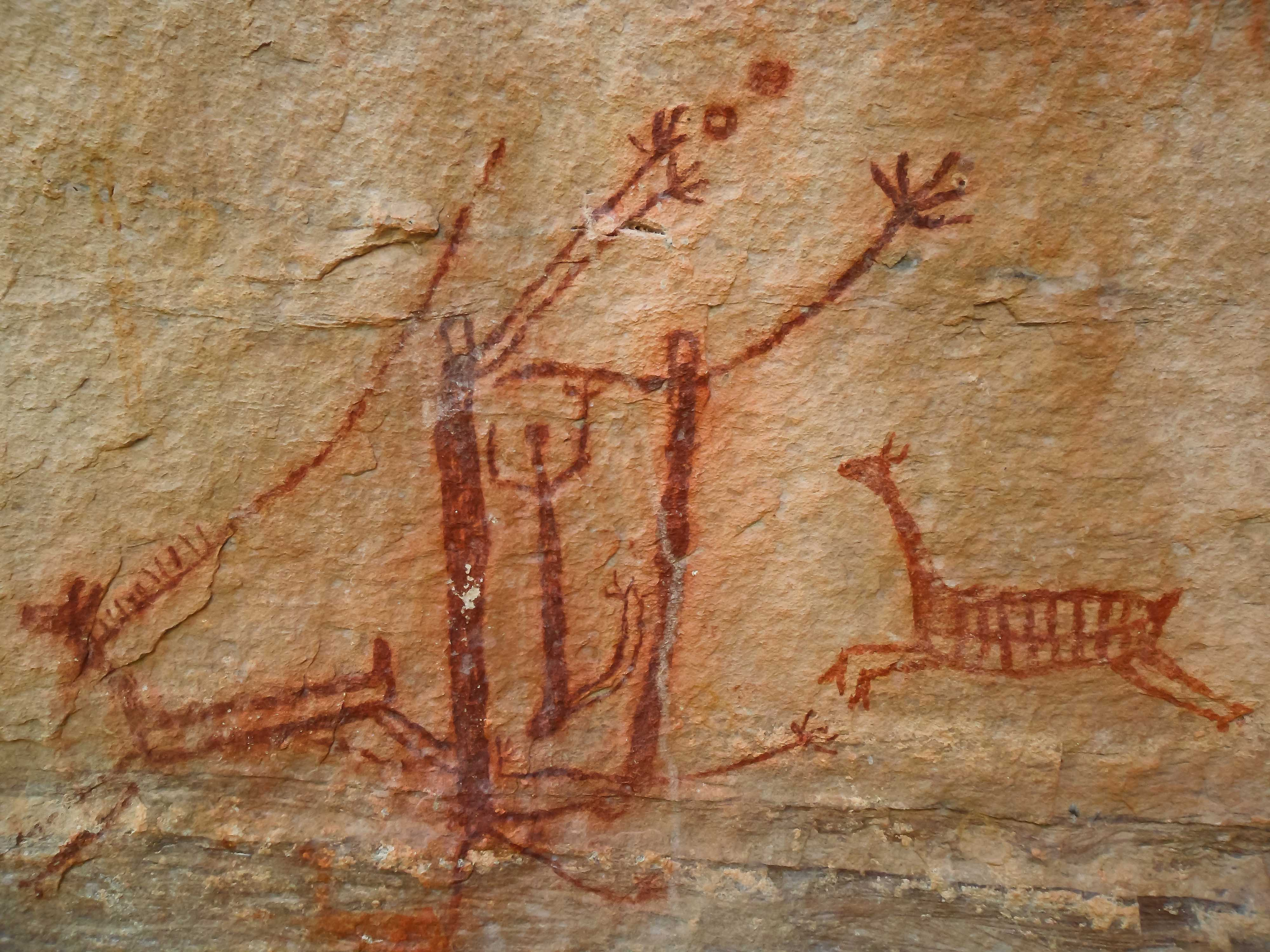
Felszeichnung in der Serra da Capivara

## Boqueirão da Pedra Furada
Durch Altersbestimmung der Kohlereste einer Feuerstelle an der Felswand Boqueirão da Pedra Furada im Nationalpark Serra da Capivara kam Guidon zu dem Ergebnis, dass dieses Gebiet bereits vor etwa 30.000 Jahren besiedelt gewesen sein müsse. Dies widersprach der nach der Clovis-Kultur benannten Clovis-Theorie, der zufolge die Besiedlung Amerikas über die Beringstraße erst vor etwa 12.000 Jahren durch Menschen aus Sibirien erfolgt sein soll. Vertreter der Clovis-Theorie wenden ein, dass das von Guidon untersuchte Feuer auch natürlichen Ursprungs gewesen sein könnte. Doch wird mittlerweile die Clovis-Theorie auch durch jüngere Funde infrage gestellt, etwa durch Funde im chilenischen Monte Verde und eine im mexikanischen Bundesstaat Oaxaca bei Santo Tomás Jalieza entdeckte Fußspur in versteinerter Vulkanasche, die zwischen 25.000 und 30.000 Jahren alt sein soll.

## Auszeichnungen
2005 wurde Niède Guidon mit dem Prinz-Claus-Preis geehrt.
Seit Februar 2020 war Guidon sechste Inhaberin des Stuhles 24 der Academia Piauiense de Letras.